# Kemplich
Kemplich – miejscowość i gmina we Francji, w regionie Grand Est, w departamencie Mozela.
Według danych na rok 1990 gminę zamieszkiwało 137 osób, a gęstość zaludnienia wynosiła 25 osób/km² (wśród 2335 gmin Lotaryngii Kemplich plasuje się na 908. miejscu pod względem liczby ludności, natomiast pod względem powierzchni na miejscu 967.).